# Atesta apicalis
Atesta apicalis är en skalbaggsart som först beskrevs av Carter 1929.  Atesta apicalis ingår i släktet Atesta och familjen långhorningar. Inga underarter finns listade.